# Världsmästerskapet i ishockey för damer 1990
Världsmästerskapet i ishockey för damer 1990 var det första på damsidan och spelades 19–25 mars 1990 i Kanadas huvudstad Ottawa. Värdlandet Kanada vann turneringen före USA och Finland.

## Kvalificering
Turneringen hade åtta deltagande länder:
- Från Nordamerika deltog USA och Kanada.
- Vinnaren av Asiatiska mästerskapet 1989, Kina, avstod från att deltaga, och i deras frånvaro deltog andralaget, Japan.
- Från Europa deltog de fem bästa från EM 1989: Finland, Sverige, Västtyskland, Norge och Schweiz.

De åtta länderna spelade först en inledande runda i två grupper med fyra lag i varje. De två bästa från varje grupp gick vidare till slutspelet om placeringarna 1 till 4, medan de två sist placerade lagen i varje grupp spelade om placeringarna 5 till 8.

## Grupp A
- Kanada
- Japan
- Sverige
- Västtyskland

Grupp A
| Datum        | Match                  | Res.   | Perioder      |
| ------------ | ---------------------- | ------ | ------------- |
| 19 mars 1990 | Kanada - Sverige       | 15 - 1 | 5-1, 5-0, 5-0 |
| 19 mars 1990 | Västtyskland - Japan   | 4 - 1  | 1-0, 1-0, 2-1 |
| 21 mars 1990 | Kanada - Västtyskland  | 17 - 0 | 5-0, 5-0, 7-0 |
| 21 mars 1990 | Japan - Sverige        | 4 - 11 | 1-4, 1-1, 1-6 |
| 22 mars 1990 | Kanada - Japan         | 18 - 0 | 9-0, 6-0, 3-0 |
| 22 mars 1990 | Sverige - Västtyskland | 7 - 0  | 2-0, 3-0, 2-0 |

| Grupp A      | SM | V | O | F | GM | IM | P |
| ------------ | -- | - | - | - | -- | -- | - |
| Kanada       | 3  | 3 | 0 | 0 | 50 | 1  | 6 |
| Sverige      | 3  | 2 | 0 | 1 | 19 | 19 | 4 |
| Västtyskland | 3  | 1 | 0 | 2 | 4  | 25 | 2 |
| Japan        | 3  | 0 | 0 | 3 | 5  | 33 | 0 |

SM = Spelade matcher, V = Vinster, O = Oavgjorda, F = Förluster, GM = Gjorda mål, IM = Insläppta mål, P = Poäng

## Grupp B
- Finland
- Norge
- Schweiz
- USA

Grupp B
| Datum        | Match             | Res.   | Perioder       |
| ------------ | ----------------- | ------ | -------------- |
| 19 mars 1990 | Norge - Finland   | 1 - 10 | 1-3, 0-3, 0-4  |
| 19 mars 1990 | USA - Schweiz     | 16 - 3 | 4-1, 2-2, 10-0 |
| 21 mars 1990 | USA - Norge       | 17 - 0 | 7-0, 4-0, 6-0  |
| 21 mars 1990 | Finland - Schweiz | 10 - 0 | 2-0, 3-0, 5-0  |
| 22 mars 1990 | Schweiz - Norge   | 8 - 3  | 2-1, 4-1, 2-1  |
| 22 mars 1990 | Finland - USA     | 4 - 5  | 2-2, 1-2, 1-1  |

| Grupp B | SM | V | O | F | GM | IM | P |
| ------- | -- | - | - | - | -- | -- | - |
| USA     | 3  | 3 | 0 | 0 | 38 | 7  | 6 |
| Finland | 3  | 2 | 0 | 1 | 24 | 6  | 4 |
| Schweiz | 3  | 1 | 0 | 2 | 11 | 29 | 2 |
| Norge   | 3  | 0 | 0 | 3 | 4  | 35 | 0 |

SM = Spelade matcher, V = Vinster, O = Oavgjorda, F = Förluster, GM = Gjorda mål, IM = Insläppta mål, P = Poäng

## Slutspel
| Datum        | Match             | Res. | Periodres.    |
| ------------ | ----------------- | ---- | ------------- |
| Semifinal    |                   |      |               |
| 24 mars 1990 | USA - Sverige     | 10-3 | 4-3, 3-0, 3-0 |
| 24 mars 1990 | Kanada - Finland  | 6-5  | 3-1, 3-2, 0-2 |
| Bronsmatch   |                   |      |               |
| 25 mars 1990 | Finland - Sverige | 6-3  | 2-1, 4-2, 0-0 |
| Final        |                   |      |               |
| 25 mars 1990 | Kanada - USA      | 5-2  | 2-2, 1-0, 2-0 |

## Placeringsmatcher
| Datum         | Match                | Res. | Periodres.    |
| ------------- | -------------------- | ---- | ------------- |
| 5:e-8:e plats |                      |      |               |
| 24 mars 1990  | Schweiz - Japan      | 5-4  | 1-1, 3-1, 1-2 |
| 24 mars 1990  | Västtyskland - Norge | 3-6  | 2-3, 1-1, 0-2 |
| 5:e-6:e plats |                      |      |               |
| 25 mars 1990  | Schweiz - Norge      | 7-6  | 3-2, 0-2, 4-2 |
| 7:e-8:e plats |                      |      |               |
| 25 mars 1990  | Västtyskland - Japan | 9-2  | 2-1, 1-1, 6-0 |